# 142-es busz (Budapest, 1977–1995)
A budapesti 142-es jelzésű autóbusz a Szentlélek tér és az Óbudai-sziget, HM-üdülő között közlekedett. A vonalat a Budapesti Közlekedési Vállalat üzemeltette.

## Története
1975. május 13-án indult a 42Y jelzésű autóbusz a Korvin Ottó tér (ma: Szentlélek tér) és a Május 9. park között. 1977. január 1-jén a 142-es jelzést kapta, majd május 1-jén végállomását az Óbudai-szigeten a Honvédelmi Minisztérium üdülőjéhez helyezték át.
1995. július 31-én kihasználatlanság miatt megszűnt.

## Megállóhelyei
| 0 | Óbuda, Szentlélek tér végállomás (Korábban: Korvin Ottó tér) | 7 | Szentendrei HÉV 1 18, 18A, 34, 37, 42, 106, 137 |
| 1 | Flórián tér                                                  | ∫ | 1 6, 18, 18A, 34, 37, 42, 86, 106, 137          |
| 2 | Raktár utca                                                  | 6 | 6, 34, 42, 86, 106                              |
| 3 | Bogdáni út                                                   | 5 | 6, 34, 42, 86, 106, 118                         |
| 4 | Leányfalu utca                                               | ∫ |                                                 |
| ∫ | Mozaik utca                                                  | 4 |                                                 |
| 5 | Május 9. park                                                | 3 |                                                 |
| 6 | Hajógyári sporttelep                                         | 2 |                                                 |
| 7 | Hajóállomás                                                  | 1 | B                                               |
| 8 | Óbudai-sziget, HM-üdülő végállomás                           | 0 |                                                 |